# Butilbromur d'hioscina
El butilbromur d'hioscina o butilbromur d'escopolamina és un fàrmac usat per tractar el dolor abdominal, espasmes esofàgics, còlic renal, i espasmes de la bufeta. També es fa servir per tractar les secrecions respiratòries i les atencions al final de la vida. El butilbromur d'hioscina pot ser presa via oral per injecció intramuscular i per via intravenosa.